# Santoor

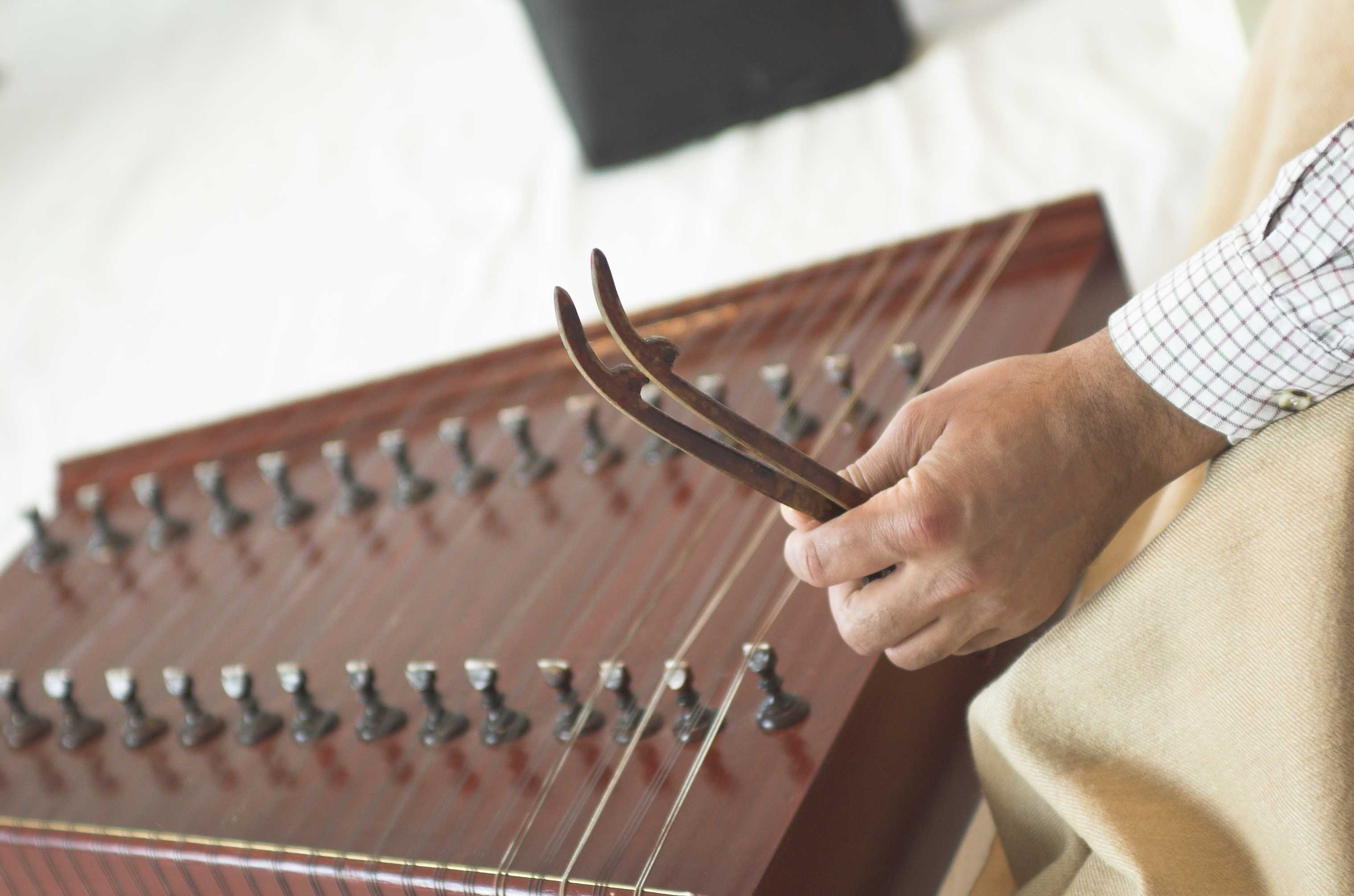
Santoor

De santoor is een muziekinstrument uit de Hindoestaanse muziek, ontwikkeld in Kasjmir vanuit de Perzische santur, die weer ontstond in Mesopotamië. Het is de Indiase variant van het cimbalom of hakkebord en wordt, met het instrument op schoot zittend, met twee aan de uiteinden licht gekromde fijne houten hamertjes bespeeld. De betekenis van de naam santoor is onbekend. Een verklaring houdt de betekenis op "100 snaren" en een andere op "geluid van ur".
De bekendste musicus op de santoor was Shivkumar Sharma (1938-2022), die het instrument vanaf halverwege de 20e eeuw een serieuze plaats in de klassieke Noord-Indiase muziek wist te geven.